# Léonor Marie du Maine du Bourg

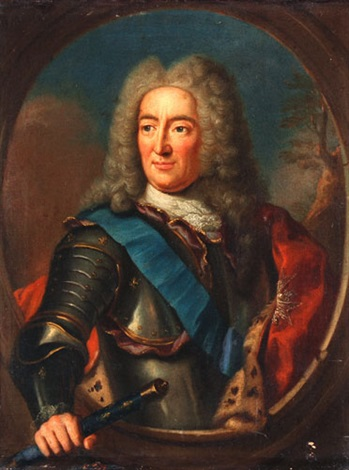
Marie Léonor du Maine, Comte de Bourg, Marschall von Frankreich, Gouverneur von Elsass, Anonym, 18. Jahrhundert

Léonor Marie du Maine, comte du Bourg (* 14. September 1655; † 15. Januar 1739 in Straßburg) war ein französischer Aristokrat und Militär. 1724 wurde er zum Marschall von Frankreich ernannt.

## Leben
Léonor Marie du Maine du Bourg ist der Sohn von Philippe du Maine, Comte du Bourg († 1658 in der Schlacht in den Dünen als Kommandant der Chevaulegers étrangers des Kardinals Mazarin), und Éléonore de Damas de Thianges, einer Tochter des Generals Charles de Damas, Marquis de Thianges.
Er war Comte du Bourg, Baron de L’Espinasse et de Changy, Seigneur de La Mothe-de Nouailly, de Bouletières, d’Arson, de Saint-Forgeux, de Saint-Bonnet, d’Escars, de Saint-Belan, de Saint-Germain etc.

### Holländischer Krieg (1672–1678)
1671 wurde er Page des Königs in der Grande Écurie du Roi und 1673 Musketier. Im gleichen Jahr nahm er an der Belagerung von Maastricht teil, 1674 am Feldzug in der Franche-Comté, wo er beim Angriff auf Besançon kämpfte.
1675 war er Aide-de-camp des Generals Marquis de Reynel und nahm an der Belagerung von Limbourg teil, das am 21. Juni 1675 kapitulierte. Am 23. September erhielt er eine Kompanie Montgommerys im Régiment de cavalerie de Servou.
1676 nahm er an den Belagerung und Eroberungen von Condé, Bouchain und Aire-sur-la-Lys teil, sowie an der Aufhebung der Belagerung von Maastricht. Am 1. September wechselte er mit seiner Kompanie in das Régiment Mestre de Camp Général cavalerie.
1677 nahm er an der Belagerung von Valenciennes(Februar/März), der Schlacht bei Cassel (11. April) und der Eroberung von Saint-Omer (20. April 1677) teil. Am 22. Juni erhielt er das Régiment Royal cavalerie, dessen Führung seit der Demission des Marquis de Montrevel vakant war.; dieses Regiment führte er bis 1701.
1678 nahm er an der Belagerung und Eroberung der Burg Gravensteen in Gent und an der Belagerung von Ypern (März) teil, wechselte dann in die Armee, die Marschall Créquy in Deutschland kommandierte und kämpfte bei der Belagerung der Festung Kehl. Bei der Belagerung des Fort de l’Étoile in Straßburg schlug er die kaiserlichen Truppen bei einem Ausfall zurück, machte 300 Gefangene und erreichte dadurch die Kapitulation des Forts. Ende 1679 nahm er unter dem Kommando des Marschalls Humières an den Belagerungen von Homburg und Bitsch teil.

### 1680 bis 1687
In den Friedensjahren 1681 und 1682 diente er im Feldlager im Artois (1681), dann im Feldlager in Flandern (1682). Während des Reunionskriegs (1683–1684) nahm er in der Flandernarmee unter Marschall Humières an der Belagerung von Kortrijk (1683) teil, dann unter Marschall Créquy an der Luxemburg (Juni 1684).

### Pfälzischer Erbfolgekrieg (1688–1697)
Im Pfälzischen Erbfolgekrieg (1688–1697) nahm er an der Philippsburg (1688) teil, sowie an den Eroberungen von Mannheim, Speyer, Worms, Oppenheim und Frankenthal. In Heilbronn hatte er das Kommando über die Kavallerie, mit der er die Gegenden um Bayreuth, Ansbach, Nürnberg, Donauwörth und Augsburg heimsuchte.
Am 10. März 1690 wurde er zum Brigadier befördert, am 19. April zum Inspecteur-général de la Cavalerie. Er diente mit der Deutschland-Armee bei der Grenzsicherung.
1691 nahm er einige Tage an der Belagerung von Mons teil, stand dann in Deutschland unter dem Kommando des Marschalls Lorges, der in der Defensive blieb. Mit dem Ende des Feldzugs trat er von der Aufgabe als Inspecteur-générale de la cavalerie zurück.
1692 diente er in der Deutschland-Armee unter dem gleichen Marschall und kämpfte am 2. September 1692 im Scharmützel von Petite-Hollande, am 17. September in der Schlacht bei Ötisheim.
Am 30. März 1693 wurde er zum Maréchal de camp befördert. Er wurde in Deutschland unter den Marschällen Lorges und Choiseul eingesetzt und nahm an den Einnahmen von Heidelberg, Zwingenberg, Weinheim und Darmstadt im Juli teil. Im Winter stand er im Elsass unter dem Kommando von Marschall Huxelles, diente 1694 wieder in Deutschland und kämpfte im Gefecht von Wiesloch. Am 21. Dezember 1694 wurde er zum Directeur-général de la cavalerie ernannt.
1695 bis 1697 diente er in der gleichen Armee, die bis zum Frieden von Rijswijk keine Feldzüge mehr unternahm.

### Spanischer Erbfolgekrieg (1701–1714)
Am 21. Juni 1701 wurde er in Deutschland unter dem Befehl des Herzogs von Burgund unterstellt. Er durchquerte Luxemburg unter dem Kommando des Marschalls Tallard, kommandierte ein Kavalleriekorps an der Maas zwischen Lüttich und Maastricht, wo er den Rest des Feldzugs im Feldlager blieb. Im Dezember 1701 gab er das Régiment Royal zugunsten seines Sohnes Claude Léonor du Maine ab, der am 9. Dezember ernannt wurde.
Am 29. Januar 1702 wurde er zum Lieutenant-général des Armées du Roi befördert. Er diente in der Deutschlandarmee, ließ bei Neuenburg am Rhein eine Schiffsbrücke bauen, um auf dem Ostufer des Flusses einen Brückenkopf zu errichten, um den südlich auf Höhe von Hüningen lagernden Gegner zu bedrohen und wo am 14. Oktober dann die Schlacht bei Friedlingen geschlagen wurde.
1703 wurde er unter Marschall Villars in der bayerischen Armee eingesetzt und kämpfte bei der Erstürmung des Forts Kehl am 9. März. Er kommandierte den linken Flügel der Kavallerie in der Ersten Schlacht bei Höchstädt (20. September), marschierte anschließend zur Belagerung von Kempten, und nahm dann an der Belagerung von Augsburg teil, das am 14. Dezember kapitulierte.
1704 kämpfte er unter Marschall Marsin in der Zweiten Schlacht bei Höchstädt (13. August) und konnte sich nach der Niederlage ins Elsass zurückziehen.
1705 wurde er unter Marschall Villars an der Mosel eingesetzt, wo er im deutschen Teil Lothringens ein Kavalleriekorps kommandierte, mit dem er den Grafen von Nassau-Weilburg aufhielt, der dem belagerten Homburg zu Hilfe kommen wollte, das daraufhin am 26. Juli kapitulierte.
In der gleichen Armee wurde er 1706 mit einem separaten Korps beauftragt, die Bewegungen des Gegners zu beobachten, der etwa drei Kilometer unterhalb von Fort-Louis über eine Schiffsbrücke über den Rhein verfügten. Am 25. Juli wurde er zum Gouverneur von Bapaume ernannt, das Amt war seit dem Tod von Louis Henri Le Boulanger de Montigny, Marquis de Congis, vakant.
Am 22. Mai 1707 kämpfte er unter Marschall Villars beim Angriff auf die Bühl-Stollhofener Linie. Am 31. Oktober 1707 erhielt er – weiterhin unter Marschalls Villars – das Militärkommando im Elsass für den kommenden Winter 1707/08 und sorgte ab jetzt bis zu seinem Tod über dreißig Jahre lang für ein kontinuierliches Funktionieren der militärischen Präsenz Frankreichs dort.
1708 diente er am Rhein unter der Oberbefehl des Kurfürsten von Bayern und des Marschalls Berwick als Kommandeur eines separaten Korps mit dem Auftrag, die Weißenburger Linien zu bewachen. Nachdem der Kurfürst und Berwick die Armee im September verlassen hatten, hatte der Comte du Bourg bis zum 10. Dezember das Oberkommando.
Am 26. August 1709 war er Oberkommandierender in der Schlacht bei Rumersheim, in der er den kaiserlichen General Mercy schlug: während der kaiserlichen Offensive im Jahr 1709 wurde er von Marschall Harcourt, der die Weißenburger Linien hielt, mit 6000 Mann aus den elsässischen Garnisonen gegen General Mercy gesandt, der unter Verletzung des Gebiets von Basel, in den Oberelsass eingedrungen war, er marschierte auf Neuenburg am Rhein und besiegte die kaiserlichen Truppen am 26. August bei Rumersheim, womit er das Elsass für die französische Krone rettete. Mit Auftrag vom 20. Oktober übernahm er für den Winter 1709/10 erneut das Militärkommando im Elsass. Im November 1709 erhielt er den Titel des stellvertretenden Kommandanten (Commandant en second). Im gleichen Jahr wurde er zum Ritter im Orden vom Heiligen Geist ernannt.
1710 diente er weiter unter Marschall Harcourt als Kommandeur eines separaten Korps.
Am 1. Januar 1711 wurde er in den Orden vom Heiligen Geist aufgenommen. Mit Auftrag vom 28. Oktober 1711 übernahm er unter dem Kurfürsten und den Marschällen Harcourt und Bezons das Militärkommando im Elsass, an der Saar und der Mosel.
Am 8. März 1712 wurde er auf Lebenszeit Gouverneur von Belfort, das Amt war seit dem Tod von Simon Camus de Morton vakant. Das Amt des Gouverneurs von Bapaume gab er daraufhin zurück. Er diente in der Rheinarmee unter Harcourt und Besons und übte im Winter 1712/13 in Abwesenheit der Marschälle erneut das Militärkommando im Elsass aus.
1713 in der Rheinarmee unter Villars und Besons eingesetzt, nahm er an der Belagerung von Landau teil. Anschließend stellte er mit einem Armeekorps sicher, dass die Schifffahrt auf dem Rhein möglich blieb und die Armee auf diesem Weg mit Nachschub versorgt werden konnte. Bei der Belagerung von Freiburg verjagte er mit 40 Bataillonen und 60 Schwadronen den Gegner von den Hügeln oberhalb der Stadt, die sich am 1. November ergab. Nach der Abreise Villars nach Friedensverhandlungen in Rastatt hatte er das Oberkommando über die gesamte Armee. Für den Winter 1713/14 erhielt er erneut das Militärkommando im Elsass.
Nach der Unterzeichnung des Friedensvertrages im März 1714 übertrug der König ihm die Aufgabe, ab 1715 die vereinbarten Festungsaustausche am Rhein sowie die Rückgabe Bayerns und der Oberpfalz an den Kurfürsten durchzuführen.

### Generalgouver des Elsass
Am 2. Februar 1724 wurde e zum Marschall von Frankreich ernannt, den zugehörigen Eid leistete er am 13. August.
In Straßburg belegte er von 1725 bis 1731 das von der Stadt wieder aufgebaute Hôtel des commandants-en-chef (heute Hôtel de Police) in der Rue de la Nuée Bleue.
Am 19. Februar 1727 erhielt er das Kommando über die Trois-Évêchés, die Grenze zu Luxemburg und die Saar.
Nach dem Tod des Marschalls d’Huxelles am 10. April 1730 wurde das Militärkommando im Elsass aufgeteilt: Straßburg wurde Marschall Berwick gegeben, Gouverneur und Lieutenant-général des Elsass wurde Léonor Marie du Maine (11. April 1730).
1733 überquerte er den Rhein, belagerte die Festung Kehl, die am 29. Oktober kapitulierte und erst 1737 an das Kaiserreich zurückgegeben wurde.
Er starb am 15. Januar 1739 als Kommandant von Straßburg und Doyen der Marschälle von Frankreich.

## Ehen und Familie
Léonor Marie du Maine heiratete per Ehevertrag vom 27. April 1675 Marie Le Gualès de Mézaubran, Tochter von Roland Le Gualès, Seigneur de Mesaubran (in Minihy-Tréguier), Kermorvan und La Villeneuve en Bretagne, und Jeanne Jacqueline d’Acigné. Ihre Kinder sind:
- Claude Léonor[11] du Maine († 1712), Marquis du Bourg; ⚭ (Ehevertrag vom 29. März 1707) Marie Josèphe de Rebé, Tochter von Claude Hyacinthe de Rebé, Marquis de Rebé et d’Arques, und Marie Thérèse de Pons de Guimera de Montclar – die Großeltern des Ministers und Reichsfürsten Alexandre-Marie-Léonor de Saint-Mauris de Montbarrey (1732–1796).
- Töchter, geistlich in der Prieuré de Marigny, eine von ihnen wurde im Dezember 1729 zur Äbtissin von Saint-Sernin in der Diözese Rodez ernannt.

In zweiter Ehe heiratete er am 14. Januar 1729 in Straßburg Marie Anne de Klinglin (Witwe von Antoine d’Andlau und Großmutter von Frédéric-Antoine-Marc d'Andlau (1736–1820), ältere Schwester von François-Joseph de Klinglin (1686–1753) und Christophe de Klinglin (1690–1769)).

## Archivalien
- Papiers de Léonor-Marie du Maine, comte du Bourg, maréchal de France, 12 Bände, Bibliothèque nationale de France, Bibliothèque de l'Arsenal, Ms-6614-6625